# 陈宇君
陈宇君，（1955年11月11日—），男，汉族，陕西西安人，全国促进传统文化发展工程组织委员会副主任、执行秘书长兼中国西部传统文化研究开发工作委员会主任、《中华传统文化》杂志副主编。老挝南泥湾川圹经济特区国际发展公司董事局主席、老挝川圹经济特区主席。

## 生平

### 早年时期
陈宇君参与了多部电视剧和纪实片的制作，1993年，参与了中国《中华五千年》摄制委员会，并于1994年5月18日在人民大会堂举办了新闻发布会，王光英、阿沛·阿旺晋美、马文瑞等领导及史学界、影视界、新闻界近百人出席了开拍仪式。陈宇君在2003年根据国务院扶贫开发领导办公室小组“国开办发（2003）19号文件”组织举办了中国西部扶贫奔小康研讨会。

### 老挝工作时期
陈宇君于2011年前往老挝人民民主共和国，进行了为期六年的文化合作和民间经贸交流活动。2010年9月3日，老挝特区项目国家指导委员会决定在老挝川圹省贝县康农峦设立川圹经济特区。2011年8月11日，经中国商务部和老挝外资管理部门审批，陈宇君在老挝成立了老挝南泥湾川圹经济特区国际发展公司，并被任命为董事局主席。2013年10月28日，陈宇君被任命为川圹经济特区主席。老挝南泥湾川圹经济特区国际发展公司被授权管理川圹经济特区261平方公里（后增至351平方公里）的招商、开发、运营和管理工作。2014年10月，南泥湾川圹经济特区国际发展公司完成了《老挝川圹经济特区概念性规划设计》，并得到老挝政府的审批。

#### 1. 与徐州工程机械集团有限公司（徐工集团）签约
2016年5月9日至14日，应老挝川圹省人民政府、川圹经济特区、老挝南泥湾川圹经济特区国际发展公司邀请，徐工机械副总裁、进出口公司董事长孙建忠带队对老挝进行考察。

#### 2. 与香港季羡林基金会签约
2019年12月28日，老挝南泥湾川圹经济特区国际发展公司与中国季羡林基金会，共同合作开发建设老挝川圹经济特区，在香港特别行政区季羡林基金会正式签署全面战略合作框架协议。中华全国归国华侨联合会王锦彪、原全国政协委员曾文仲、季羡林基金会主席曾昭询，老挝川圹经济特区主席陈宇君等参加签约。